# Jane Shore

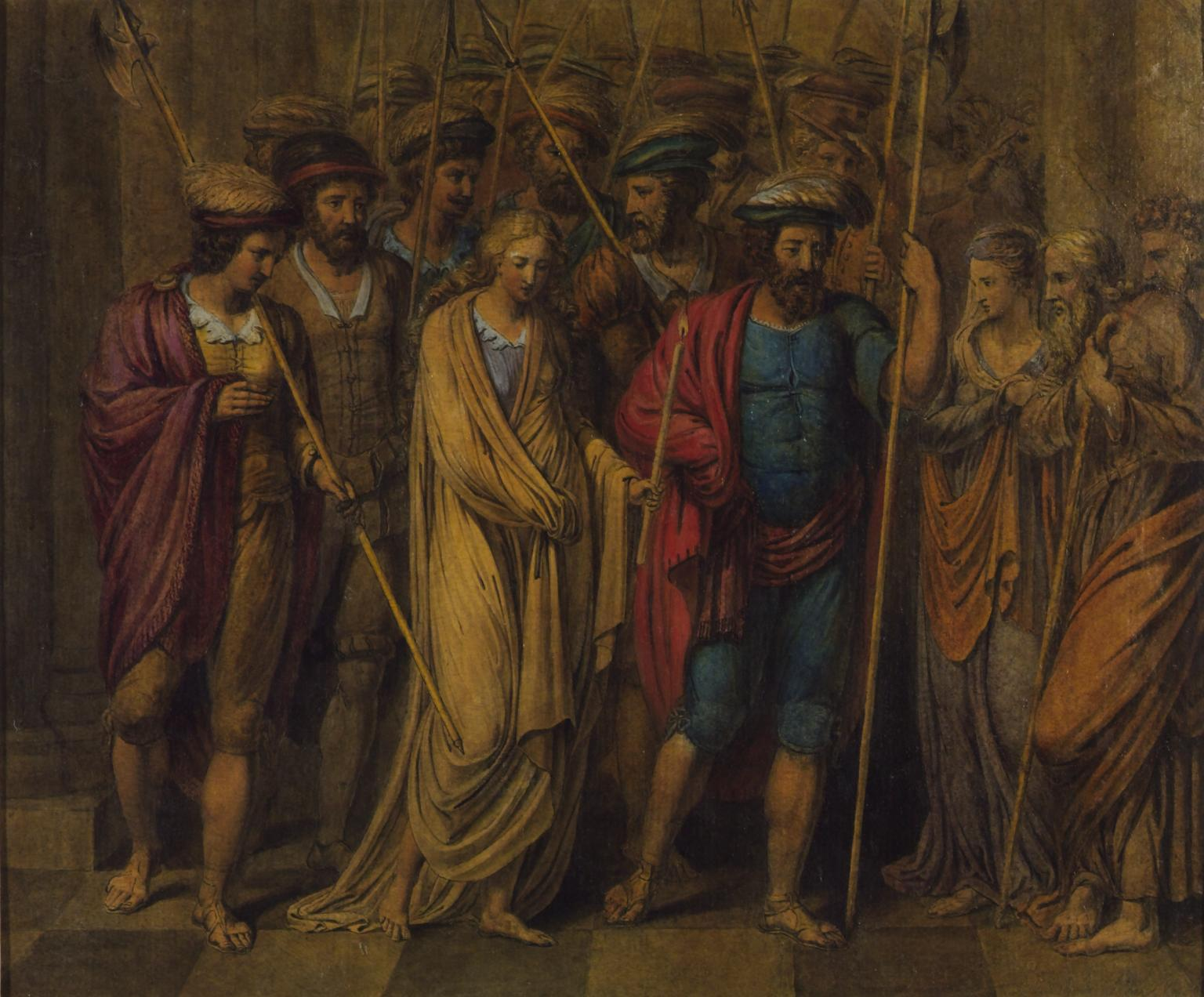
Buße Jane Shores, von William Blake, 1793

Jane Shore (* 1445 in London als Elizabeth Lambert; † um 1527) war eine Mätresse von König Eduard IV. von England, die erste von dreien, die er jeweils als die fröhlichste, die listigste und die heiligste Dirne in seinem Königreich bezeichnete. Als sie schon alt war, schrieb Thomas Morus, dass ein aufmerksamer Betrachter in ihrem faltigen Gesicht Spuren ihrer früheren Schönheit sehen könne.

## Leben
Jane war Tochter des Kaufmannes John Lambert und seiner Frau Amy, Tochter des wohlhabenden Lebensmittelhändlers Robert Marshall. Sie wurde auf den Namen Elizabeth getauft, nahm aber aus unbekannten Gründen später den Namen Jane an. Noch bevor sie erwachsen war, heiratete sie den Händler William Shore, der jung, gut aussehend und wohlhabend war, aber nie ihre Zuneigung gewann. Die Ehe wurde wegen Impotenz 1476 annulliert.
Jane wurde Ende 1475 oder 1476 die Geliebte des Königs. Eduard legte sie nicht ab, wie seine vielen anderen Mätressen, ihre Beziehung dauerte bis zu seinem Tod 1483. Danach war Jane die Geliebte des ältesten Sohnes der Königin, Thomas Grey, 1. Marquess of Dorset, und von William Hastings, 1. Baron Hastings, der wegen Verrats im Tower von London inhaftiert und dort am 18. Juni 1483 hingerichtet wurde. Die Reihenfolge dieser Beziehungen ist nicht bekannt. Jane musste wegen ihres sexuell freizügigen Verhaltens Buße am Paul’s Cross tun. Dies könnte auch auf den Verdacht zurückzuführen sein, dass sie den flüchtigen Marquess of Dorset beherbergt hatte. An einem Sonntag lief sie mit einer Wachskerze und ihrem Mantel durch die Straßen und erregte die Aufmerksamkeit von vielen Männern auf dem Weg. Während sie für ihr Fehlverhalten im Gefängnis war, fesselte sie den Anwalt des Königs, Thomas Lynom, an sich und stellte einen Ehevertrag mit ihm auf. Das wissen wir aus einem Brief König Richards an seinen Kanzler, der wegen des Anlasses geschrieben wurde, Jane zu vergeben, so dass sie aus dem Gefängnis in die Bewachung ihres Vaters entlassen werden konnte, aber auch um Lynom von einer Heirat abzuraten. Trotzdem heirateten sie und hatten eine Tochter. Lynom verlor seine Position als Anwalt, als Heinrich VII. Richard III. schlug, aber konnte als Bürokrat auf mittlerer Ebene in der neuen Regierung bleiben. Jane Shore lebte vermutlich den Rest ihres Lebens als respektable Bürgerin.